# Craig Groeschel
Craig Groeschel (Houston, Texas 2 de diciembre de 1967)  es un telepredicador y escritor estadounidense, reconocido por ser el fundador y pastor general de Life.Church considerada la iglesia más grande en los Estados Unidos con treinta y tres campus en ocho estados. Está casado a Amy y tiene seis hijos. Viven en Edmond, Oklahoma, un suburbio de ciudad de Oklahoma, donde Life.Church está ubicada.

## Vida personal
Craig Groeschel nació en Houston, Texas el 2 de diciembre de 1967 y creció en Oklahoma, habiendo sido alumno de la Preparatoria Ardmore. Después fue alumno en la Oklahoma City University con una beca de deportes además de ser miembro de la fraternidad Lambda Chi Alpha, donde recibió la licenciatura en Marketing.
Poco después conoció a quien sería su esposa, Amy, con quien se casó en 1991. Ese mismo año Groeschel se involucró en el ministerio como un pastor asociado en la United Methodist Church. Su seminario bíblico lo cursó en el Phillips Teológical Seminary, el cual está afiliado con la Discípulos de Cristo (Iglesia cristiana), obteniendo el grado de Maestría en Divinidad.
Fue pastor asociado de la Iglesia metodista unida durante el Atentado de Oklahoma City que la ciudad sufrió en 1995.

## Carrera pastoral
En 1996, Craig Groeschel y un puñado de personas iniciaron Life Covenant Church (Iglesia de Vida y pacto) en un garaje para dos autos. Groeschel comentó más tarde con la revista Business Week que en ese entonces inició un proceso de investigación de mercado en gente que no asiste a la iglesia para responder específicamente a ese fenómeno. El estilo no tradicional de Life Covenant Church y su pastor tuvo un éxito que se tradujo en la asistencia de nuevos creyentes y el crecimiento rápido de la congregación, hasta que en abril de 2013 se llegó a considerar la segunda iglesia más grande de los Estados Unidos con 24 locaciones. 
Life.Church fue nombrada la iglesia más innovadora de Estados Unidos por la revista Outreach en 2007 y 2008. Las innovaciones de Life.Church incluyen su biblioteca de recursos gratis con sermones, transcripciones, vídeos, artes (Open.Church), el Equipo Digerati que desarrolla portales como  Churchonlineplatform.com (una plataforma para servicios de iglesia en línea) y  YouVersion la aplicación de Biblia gratuita multiplataforma que ha sido descargada más de 200 millones de veces hasta diciembre de 2015.
Según el sitio Newsmax, Life.Church aparece en el ranking de las 50 iglesias más grandes de Estados Unidos para el 2015, siendo la iglesia más grande con un aproximado de 100,000 personas asistentes cada semana, sin contar la asistencia de su iglesia en línea.